# Anand Satyanand

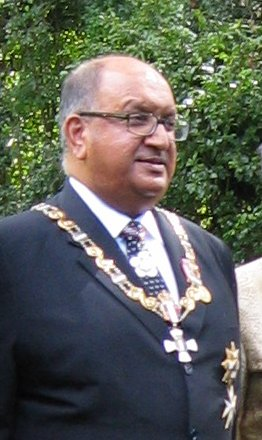
Anand Satyanand.

Anand Satyanand (nascido em 22 de julho de 1944 em Auckland) foi o 19º Governador Geral da Nova Zelândia. Ele já trabalhou como advogado, juiz e ombudsman. 
Ele substituiu a Dama Silvia Cartwright como Governador Geral da Nova Zelândia em 23 de agosto de 2006 e foi sucedido por Jerry Mateparae em 31 de agosto de 2011.
Ele é o primeiro Governador-Geral de descendência Asiática na Nova Zelândia e o primeiro não usando título de cavaleiro ou dama. Ele é também o primeiro Católico Romano a assumir este posto. 
Ele nasceu e cresceu em Auckland em uma família Indo-Fijiana, seus avôs tendo chegado em Fiji da Índia em 1911. Eles subsequentemente se casaram na ilha Nukulau. O pai de Satyanand nasceu em Sigatoka in 1927, de acordo com as informações publicadas na Televisão de Fiji em 25 de agosto de 2006.
Satyanand cursou na Universidade de Auckland onde ele passou, e trabalhou como advogado pelos próximos 12 anos.